# Badresch
Badresch ist ein kleiner Ort in Mecklenburg-Vorpommern auf dem Gemeindegebiet von Groß Miltzow. Er liegt etwa 20 Kilometer östlich von Neubrandenburg.

## Geographie
Das Dorf liegt 900 Meter südlich der Bundesautobahn 20 zwischen Groß Miltzow und Voigtsdorf. Die Anschlussstelle Friedland i. M. der BAB 20 ist in vier Kilometern zu erreichen. Die Bahnstrecke Bützow–Szczecin verläuft etwa drei Kilometer südlich von Badresch; der nächste Bahnhof liegt in Oertzenhof. Südwestlich des Ortes fließt in ein Kilometer Entfernung der Milzower Bach. Badresch hatte 1946 336 Einwohner und hat eine Fläche von gut einem Quadratkilometer. Die Ortsbebauung liegt etwa 92 Meter über NHN.

## Sehenswürdigkeiten
Der zentrale Bau des Ortes ist die Dorfkirche Badresch aus der zweiten Hälfte des 13. Jahrhunderts. Neben der Kirche stehen in Badresch auch ein Gutspeicher und Gedenkstein für den Frieden 1945 unter Denkmalschutz.

## Gemeinde
Am 1. Januar 1973 wurde die ehemalige Gemeinde nach Groß Miltzow eingemeindet. Früher war Badresch ein Haltepunkt der Woldegker Kleinbahn.

## Persönlichkeiten

### Söhne und Töchter der Gemeinde
- Rudolf Nauck (1851–1928), Mitglied des Deutschen Reichstags
- Robert Hampe (1879–1940 in Berlin), deutscher Politiker (DNVP).

### Mit Badresch verbundene Persönlichkeiten
- Otto Bernhard Herold (1698–1748), deutscher evangelischer Geistlicher und Pastor in Badresch
- Karl Horn (1794–1879), deutscher evangelischer Geistlicher und von 1826 bis 1874 Pastor in Badresch